# Najas marina subsp. arsenariensis
Sous-espèce
Classification phylogénétique
Statut de conservation UICN

 CR B1ab(iii)+2ab(iii) : 
En danger critique
Najas marina subsp. arsenariensis est une  sous-espèce de Najas marina.

## Description
L'holotype est hébergé à l'herbier de Montpellier et consultable en ligne.
- Appareil végétatif : plante annuelle, totalement submergée. Tiges grêles (0,50 mm de diam.).
- Appareil végétatif : feuilles opposées ou verticillées, filiformes (1-2 mm de large), de 1 cm de long tout au plus.
- Appareil reproducteur : fleurs solitaires, unisexuées, à une étamine ou un carpelle. Périanthe représenté par 1-2 enveloppes dentées au sommet. Fruit sec, indéhiscent et monosperme.

## Répartition
Ce taxon est une endémique algérienne. Une seule station est connue, au Lac Melah.

## Statut taxonomique
Maire, en 1941, tout en soulignant l'insuffisance du matériel, s'était résolu à proposer une espèce. Mais Ludwig Triest, en 1988, dans sa révision du genre Najas, a considéré ce taxon comme une sous-espèce.

## Statut de protection
Selon l'UICN, 2012, les populations sont rares, isolées et fragmentées. Elles sont menacées par diverses pressions anthropiques : urbanisation, eutrophisation de l'eau, pollution due à l'industrie pétrolière et à l'agriculture. Voila pourquoi l'UICN lui attribue la menace la plus forte.
C'est une plante protégée en Algérie.